# Etsy
Etsy è un sito web dedicato all'e-commerce, all'interno del quale gli iscritti possono vendere prodotti fatti a mano oppure oggetti vintage.

## Storia
Fondato nel 2005, il sito può essere paragonabile ad Amazon ed eBay, ma operante nel mondo dell'artigianato. Gli articoli in vendita spaziano in una vasta gamma di categorie, tra cui gioielli, borse, abbigliamento, decorazione di interni e arredamento per la casa, giocattoli, arte, nonché forniture e strumenti per l'artigianato. Tutti gli articoli vintage devono avere almeno 20 anni.
Il sito Etsy venne attivato il 18 giugno 2005 da Robert Kalin, Chris Maguire e Haim Schoppik, cui si aggiunse successivamente Jared Tarbell. Gli introiti del sito derivano da 20 centesimi per ogni annuncio pubblicato, e dal 3,5% sul prezzo finale della compravendita.
Nel 2006 le vendite si aggiravano sui 170000 $, mentre l'anno successivo salirono a 1,7 milioni, con 325000 utenti registrati e 50000 venditori. Nel corso del 2008 il valore delle merci vendute attraverso Etsy si attestava tra i 10 e i 13 milioni di dollari al mese, mentre nel 2010 la community si aggirava sui 5 milioni di utenti, con 724 milioni di visite mensili al sito.